# Borj Sud

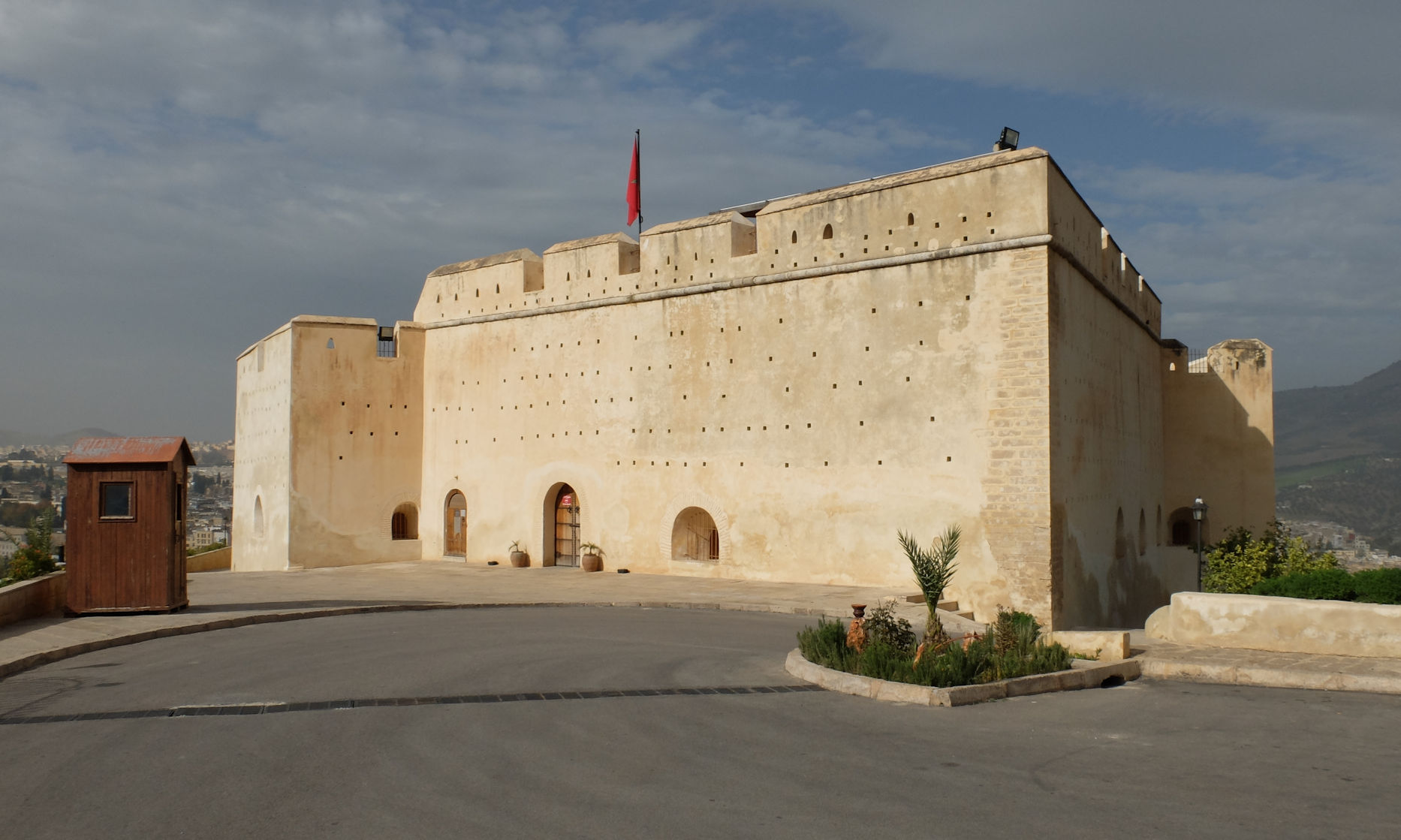
Borj Sud

Das Borj Sud (arabisch برج الجنوب, DMG Burǧ al-Ǧanūb) ist eine Festungsanlage südlich der Medina von Fès, Marokko. Als Teil der Medina von Fès gehört es seit dem Jahr 1981 zum UNESCO-Welterbe. Bei schönem Wetter bietet sich von hier ein grandioses Panorama der Altstadt von Fès el-Bali.

## Lage
Das Borj Sud liegt auf einer ca. 385 m hohen Anhöhe etwa 2 km (Fußweg) südlich der Qarawīyīn-Moschee in der Nähe des Bab Ftouh. Auf einer Anhöhe im Norden der Stadt befindet sich das etwa zur gleichen Zeit erbaute, aber deutlich größere Borj Nord.

## Geschichte
Das zinnenbekrönte Borj Sud wurde im Jahr 1582 während der Herrschaft des Saadier-Sultans Ahmad al-Mansur nach dem Vorbild portugiesischer Festungsanlagen (z. B. der Cité Portugaise in El Jadida) – möglicherweise von europäischen Gefangenen der Schlacht von Alcácer-Quibir (1578) – geplant und erbaut. Es diente vorrangig der Kontrolle der Stadtbevölkerung.

## Architektur
Das nur in Teilen aus Stampflehm, sondern zumeist in europäischer Manier aus exakt behauenen Steinen erbaute Fort besteht aus einem quadratischen Kernbau mit nur einer Eckbastion.